# Microstylum fafner
Microstylum fafner là một loài ruồi trong họ Asilidae. Microstylum fafner được Enderlein miêu tả năm 1914. Loài này phân bố ở vùng Cổ Bắc giới và châu Á.